# Pinchas Zukerman
Pinchas Zukerman (Tel Aviv, 16 luglio 1948) è un violinista, violista e direttore d'orchestra israeliano di origine polacca.
È uno dei più noti violinisti contemporanei. Il suo repertorio è costituito da circa 100 opere e nel corso della sua carriera ha registrato oltre 50 dischi. È stato nominato per 21 Grammy Award, vincendone due. Fra i suoi strumenti spicca il Dushkin, un Guarneri del 1742.

## Biografia
Pinchas Zukerman è nato a Tel Aviv. Iniziò gli studi in patria al Conservatorio e all'Accademia di musica di Tel Aviv con Ilona Feher, e li proseguì a New York alla Juilliard School sotto la guida di Ivan Galamian, dove ebbe anche modo di studiare musica da camera con Lillian Fuchs, che lo incoraggiò a suonare la viola. Fece il suo debutto a New York, nel 1963. Tre anni dopo, nel 1966, vinse il Young Concert Artists International Auditions. Nel 1967 vinse il premio Leventritt Award ex aequo con la violinista coreana Kyung-wha Chung, dando inizio ad una carriera concertistica che lo portò ad affermarsi rapidamente in America e in Europa. È stato direttore musicale della Saint Paul Chamber Orchestra in Minnesota dal 1980 al 1987.
A Salisburgo esegue nel 1970 un concerto con il pianista Justus Frantz, nel 1971 il Concerto per violino e orchestra (Brahms) con l'Orchestra filarmonica d'Israele diretta da Zubin Mehta, nel 1978 un concerto con il pianista Marc Neikrug con il quale torna nel 1983 suonando anche la viola in musiche di Brahms, nel 1984 e nel 1987 e nel 2012 un concerto con la pianista Angela Cheng.
Per il Teatro La Fenice di Venezia nel 1971 esegue il Concerto per violino e orchestra n. 4 (Mozart) diretto da Lorin Maazel, nel 1991 il Concerto per violino e orchestra n. 3 (Mozart) con la English Chamber Orchestra e nel 1997 tiene un recital nella Scuola Grande di San Giovanni Evangelista.
Al Teatro alla Scala di Milano nel 1976 esegue il Concerto per violino e orchestra n. 5 (Mozart), nel 1995 il Concerto per violino e orchestra (Beethoven) con la Israel Philharmonic Orchestra diretta da Mehta, nel 1996 ancora il Concerto per violino e orchestra n. 5 (Mozart) con la Filarmonica della Scala diretto da Wolfgang Sawallisch trasmesso da Retequattro e nel 2010 ancora il Concerto per violino e orchestra (Beethoven) diretto da Mehta.
Nel 1980 dirige la prima esecuzione assoluta nella Recital Hall del Walker Art Center di Saint Paul del Concerto per organo e archi di Calvin Hampton.
Al Grand Théâtre di Ginevra nel 1982 tiene un concerto con musiche di Johannes Brahms e nel 1990 con musiche di Franz Schubert.
Nella stagione 2005-2006, Zukerman ha suonato in tour con Itzhak Perlman in numerose città americane (Washington, New York, Boston, Philadelphia, Atlanta, Miami, e Chicago). Ha anche diretto o suonato come solista in numerose orchestre sinfoniche, tra le quali quelle di Indianapolis, Chicago, Pittsburgh, Dallas, Los Angeles, Singapore, con le filarmoniche Israeliana, di Seoul e di Nagoya e con la Berlin Staatskapelle. Ha compiuto anche un tour in Belgio e Germania con la Belgian National Orchestra ed ha suonato in un tour di recital con il pianista Marc Neikrug a Londra, Parigi, Mosca, Milano, Monaco di Baviera e Birmingham. Ha inoltre suonato con sua moglie Amanda con la Classic FM Orchestra a Sofia, il 20 ottobre 2006.
Nel 2014 Zukerman dirige a Genova la Royal Philharmonic Orchestra nell'ambito della stagione concertistica 2013/2014 della Giovine Orchestra Genovese. Venti mesi dopo torna nel capoluogo ligure con la moglie Amanda e la pianista Angela Cheng, entrambe componenti dei Zukerman Chamber Players.
Molto intensa la sua attività di musica da camera e come direttore-solista di piccoli complessi strumentali. Ha suonato oltre 40 concerti in tutto il mondo assieme ai Zukerman Chamber Players, registrando due CD. Egli è amico di Daniel Barenboim e Itzhak Perlman con i quali ha suonato spesso in duo.
Zukerman è nel corpo insegnanti della prestigiosa Manhattan School of Music, dove è anche fondatore e capo dello Zukerman Performance Program. È stato pioniere nell'impiego delle tecnologie per l'insegnamento a distanza in campo artistico, servendosi di un sistema di videoconferenza per mantenere i contatti e tenere lezioni regolari con i suoi studenti durante le trasferte per i suoi concerti.
Nel 2016 è stata pubblicata in un cofanetto di 22 cd la “Pinchas Zukerman Complete Recordings on Deutsche Grammophone and Philips”; contiene le registrazioni complete realizzate, tra il maggio 1974 e il novembre 1996, dalla Deutsche Grammophone e dalla Philips. Il cofanetto in realtà comprende anche tre registrazioni effettuate dalla Decca.

## Vita privata
Vive a Ottawa, in Canada, nella zona di Rockcliffe Park, dove ha diretto per diversi anni la locale Orchestra sinfonica. È sposato con la prima violoncellista dell'Orchestra sinfonica di Ottawa, Amanda Forsyth, ed ha due figlie, Arianna e Natali, nate dal suo matrimonio con la flautista e romanziera Eugenia Zukerman, durato 17 anni (1968-1985). Arianna è una cantante lirica, Natalia è una cantante folk e blues. Zukerman ebbe anche un precedente matrimonio con l'attrice Tuesday Weld, durato dal 1985 al 1998.

## Premi e onorificenze
Zukerman ha vinto due Grammy Award: nel 1980, per la migliore performance di musica da camera, assieme ad Itzhak Perlman (Moszkowski: Suite per due violini, Shostakovich: Duetti, Prokofiev: Sonata per due violini), e nel 1981, per la migliore performance di musica classica per solista e orchestra. Nel 1983 ha ricevuto dal presidente Reagan la National Medal of Arts. Vanta anche i premi King Solomon Award, Isaac Stern Award for Artistic Excellence. Ha ricevuto inoltre una laurea honoris causa dalla Brown University ed un Achievement Award dall'International Center di New York.

## Discografia parziale
- Bach, Violin Concertos - Itzhak Perlman/Daniel Barenboim/Pinchas Zukerman, 1986 EMI
- Bach & Vivaldi: Concertos for Two Violins - Isaac Stern/Layton James/Pinchas Zukerman/Richard Killmer/Saint Paul Chamber Orchestra, 1982 SONY BMG/CBS
- Beethoven: Piano Trios, Op. 1 & 97 "Archduke" - Variations and Allegrettos - Daniel Barenboim/Jacqueline du Pré/Pinchas Zukerman, 2001 EMI
- Beethoven, Violin Sonatas - Pinchas Zukerman, EMI
- Beethoven: String Trios Opp.3, 8 & 9 - Itzhak Perlman/Lynn Harrell/Pinchas Zukerman, 1992 EMI
- Beethoven: Violin Concerto in D - Stravinsky: The Rite of Spring - New York Philharmonic/Pinchas Zukerman/Zubin Mehta, 2007 Deutsche Grammophon
- Beethoven - Schubert - Dvorak: Romances - Pinchas Zukerman & St. Paul Chamber Orchestra, 1987 Philips
- Boccherini: Cello Concerto - J.C. Bach: Sinfionia concertante - Pinchas Zukerman/Yo-Yo Ma/The Saint Paul Chamber Orchestra/Layton James, 1987 Sony
- Brahms, Son. vl. e pf. n. 1-3/Scherzo/Son. viola - Zukerman/Barenboim, Deutsche Grammophon
- Brahms & Bruch, Violin Concertos - London Philharmonic Orchestra/Los Angeles Philharmonic/Pinchas Zukerman/Zubin Mehta, 2003 BMG/RCA
- Franck: Violin Sonata - Saint-Saëns: Violin Sonata No. 1 - Marc Neikrug & Pinchas Zukerman, 1986 Philips
- Mendelssohn, Violin Concerto - Octet - St. Paul Chamber Orchestra & Pinchas Zukerman, 1984 Philips
- Mozart: Sinfonia concertante, K. 364 - Israel Philharmonic Orchestra/Itzhak Perlman/Pinchas Zukerman/Zubin Mehta, 1985 Deutsche Grammophon
- Mozart, The Horn Concertos - Hermann Baumann/Pinchas Zukerman/St. Paul Chamber Orchestra, 1985 Philips
- Mozart, Complete Sonatas for Violin and Piano - Pinchas Zukerman & Marc Neikrug, 1991/1993 Sony
- Mozart: Violin Concertos No. 4, K. 218 & No. 5, K. 219 - Adagio, K. 261 - Rondo, K. 373 - Pinchas Zukerman, 1982/1984 Sony
- Schubert, Trii pf. n. 1-2 - Ashkenazy/Zukerman/Harrell, Decca
- Vivaldi, Le Quattro Stagioni - Isaac Stern/Israel Philharmonic Orchestra/Itzhak Perlman/Pinchas Zukerman/Shlomo Mintz/Zubin Mehta, 1983 Deutsche Grammophon
- Vaughan Williams: "Greensleeves," The Lark Ascending - Delius: Two Pieces; Two Aquarelles - Walton: Two Pieces - Neil Black & Pinchas Zukerman, 1993 Deutsche Grammophon
- Vaughan-Williams Elgar, Lark ascending/Fant. Thomas Tallis/ Serenata op. 20/Salut d'amour - Zukerman/RPO, 2016 Decca
- Itzhak Perlman & Pinchas Zukerman – Play Music For Two Violins, 1981 EMI - Grammy Award for Best Chamber Music Performance 1981
- Isaac Stern: 60th Anniversary Celebration - Stern/Perlman/New York Philharmonic/Zukerman/Mehta, 1981 Sony - Miglior interpretazione solista di musica classica con orchestra (Grammy) 1982
- Zukerman, Complete recordings on Deutsche Grammophon and Philips - Tutte le registrazioni DG e Philips, 2016 Deutsche Grammophon